# Wolfgang von Wild
Wolfgang von Wild (* 26. April 1901 in Frankfurt/Main; † 12. Mai 1964) war ein deutscher Offizier der Luftwaffe der Wehrmacht im Zweiten Weltkrieg; zuletzt im Rang eines Generalmajors.

## Leben
Wild trat am 1. Juli 1918 als Seekadett in die Kaiserliche Marine ein. Nach Kriegsende in die Reichsmarine übernommen, am 13. November 1920 zum Fähnrich zur See ernannt, diente er überwiegend auf Frachtschiffen. Nachdem er am 1. April 1923 zum Leutnant und am 1. Juli 1927 zum Oberleutnant zur See befördert wurde, begann er am 1. Oktober 1929 eine Ausbildung zum Flugbeobachter in Warnemünde. Vom 1. Oktober 1932 bis zum 30. September 1933 machte er eine Fliegerausbildung bei der italienischen Luftwaffe, wo er am 1. April zum Kapitänleutnant befördert wurde. Anschließend war er Admirals-Offizier im Stab der Marinestation der Nordsee und Leiter der Verbindungsstelle des Luftamts Kiel. Nachdem er am 1. Oktober 1934 zur Luftwaffe gewechselt war, übernahm er den Posten eines Ersten Generalstabsoffiziers (Ia) im Stab des Führers der
Marineluftstreitkräfte. Dort erreichte ihn am 1. März 1936 die Beförderung zum Major, bevor er im Herbst die Küsten-Flieger-Gruppe 506 als Gruppenkommandeur übernahm. Anschließend wurde er am 1. März 1937 Ia im Stab des Kommandos der Fliegerschulen und Flieger-Ersatzabteilungen (See) und kehrte am 1. Dezember 1938 wieder zur Küsten-Flieger-Gruppe 506 zurück. Dort erhielt er am 1. Januar 1939 seine Beförderung zum Oberst. Nachdem er am 4. Juli 1940 das Amt des Führers der Seeluftstreitkräfte übernommen hatte, übernahm er am 1. April 1941 die Kommandobehörde des neu geschaffenen Fliegerführers Ostsee. Diese war beim Überfall auf die Sowjetunion der Luftflotte 1 im Nordabschnitt der Front unterstellt. Nachdem er am 1. August 1941 zum Oberst befördert worden war, wechselte er am 30. Oktober 1941 an die Spitze des Fliegerführers Atlantik der im deutschbesetzten Frankreich der Luftflotte 3 unterstellt war. Danach, ab dem 6. Februar 1942 kehrte in die Sowjetunion zurück und wurde Fliegerführer Süd bei der Luftflotte 4 im Süden der Ostfront. Auf der Krim stationiert, waren seine Verbände an der Eroberung der Seefestung Sewastopol beteiligt. Dafür erhielt er am 21. August das Deutsche Kreuz in Gold. Nachdem er sich am 11. September krank von seinem Posten abmelden musste, kehrte er am 1. November 1942 als Lufttransportführer I in Athen im deutschbesetzten Griechenland zurück. Von dort übernahm er am 9. Dezember 1942 den Posten eines Fliegerführer Sardinien innerhalb der Luftflotte 2. Dem schloss sich am 20. Juni die Übernahme der Aufgaben eines Geleitzugführers Mittelmeer und am 5. Oktober eines Kommandeurs der Fliegerwaffenschule C, später umbenannt in Kampfbeobachterschule 4 See bei Parow nahe Stralsund, unter gleichzeitiger Wahrnahme des Kommandeurs des Fliegerhorstes Parow. Anschließend übernahm er am 1. November 1944 das Amt eines Verbindungsoffiziers des Luftwaffen-Wehramt zur Luftflotte 6. Nachdem er am 1. Januar 1945 die Aufgabe eines Chefs der Luftwaffenmission in Japan (Luftwaffen-Verbindungsstab Tokio) übernommen hatte, erhielt er am 1. März seine Beförderung zum Generalmajor. Nach der bedingungslosen Kapitulation der Wehrmacht am 9. Mai 1945 versuchte er per Flugzeug Japan zu erreichen. Er geriet aber in britische Kriegsgefangenschaft, aus der er am 1. Juli 1947 wieder entlassen wurde.